# Janpol Color

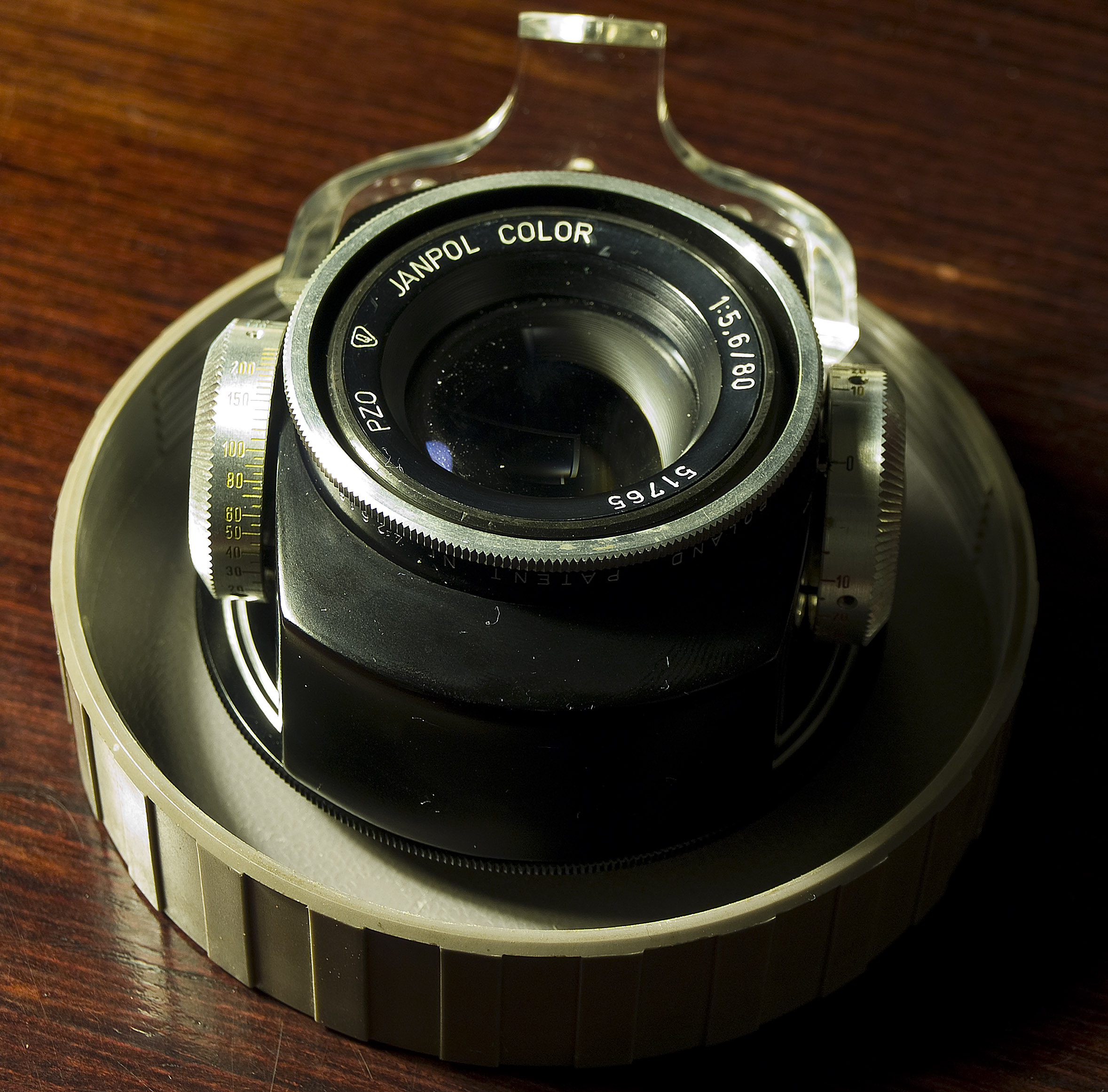
Obiektyw JANPOL Color 1:5,6/80

Janpol Color – obiektyw powiększalnikowy z wbudowanymi filtrami do korekcji barwnej zdjęcia, produkowany w Warszawskich Zakładów Foto-Optycznych w połowie lat 60. XX wieku. Układem optycznym obiektywu był czterosoczewkowy anastygmat typu Tessar, umożliwiający dobre skorygowanie aberracji chromatycznej.
Pierwsza seria tych obiektywów pojawiła się na rynku pod nazwą Jantar Color. Był produkowany w dwóch wykonaniach, o ogniskowych 55 mm i 80 mm, oba o jasności f/5,6 i przysłonie zamykanej do f/16.
Nowatorskie rozwiązanie chronione patentem polegało na umieszczeniu wewnątrz obiektywu dwóch ruchomych filtrów barwnych, które były regulowane przy pomocy dwóch pokręteł ze skalą procentową po obu bokach obiektywu. Skale były podświetlane uchylnym sztywnym światłowodem, wykonanym z plexi. Pokrętła przesuwały dwa zespoły ramek ze szklanymi filtrami odpowiednich barw, tak by w ognisku obiektywu światło lampy powiększalnika uległo zabarwieniu.